# Archidiecezja praska

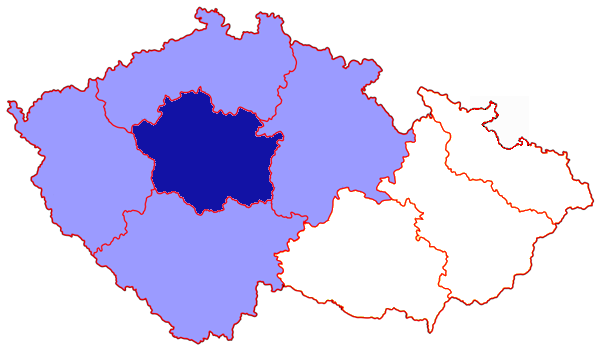
Archidiecezja praska (ciemnoniebieski) i metropolia czeska (niebieski)

Archidiecezja praska (łac. Archidioecesis Pragensis, cz. arcidiecéze pražská) – rzymskokatolicka archidiecezja czeska, obejmującą swoim zasięgiem środkową część Czech. Siedziba arcybiskupa znajduje się w katedrze św. Wita w Pradze. Jest on równocześnie metropolitą metropolii czeskiej.
Arcybiskupom praskim przysługuje tytuł prymasa Czech. Obecnie jest to godność tytularna („pierwsi między równymi”), ale w przeszłości prymas był najważniejszym biskupem w kraju.
Do 28 czerwca 1972 archidiecezji praskiej formalnie podlegał teren ziemi kłodzkiej.

## Historia

### Od diecezji do archidiecezji
Diecezja praska powstała jako pierwsze biskupstwo w Czechach w 973. Dotychczas te tereny podlegały diecezji ratyzbońskiej, która podlegała arcybiskupstwu mogunckiemu.
Najbardziej znanym, szczególnie w Polsce, biskupem praskim jest św. Wojciech, patron Polski. Od 3 kwietnia 983 stał na czele diecezji praskiej mimo nieosiągnięcia wieku episkopalnego (30 lat). Wobec wywołanych swą bezkompromisowością konfliktów z wiernymi około 989 wyjechał do Rzymu, gdzie zrzekł się urzędu biskupa Pragi. Od 992 po śmierci swego następcy biskupa Falkolda ponownie skierowany do Pragi przez arcybiskupa Moguncji Willigisa. Rozpoczął także działania misyjne na podbitej przez Węgry Słowacji, co doprowadziło do kontaktów z wciąż pogańskim dworem Arpadów. Głośny był jego spór w obronie chrześcijańskich niewolników wysyłanych do krajów muzułmańskich i ich wykupywanie (Słowiańszczyzna była wówczas ważnym źródłem niewolników). Po konflikcie jego rodu Sławnikowiców z rządzącym księciem Bolesławem II musiał opuścić Pragę. Następnie przebywał na dworze Bolesława I Chrobrego. Zginął śmiercią męczeńską 23 kwietnia 997 z rąk pogańskich Prusów.
W 1063 została erygowana druga diecezja w Czechach – ołomuniecka, początkowo jako diecezja w ramach metropolii Moguncji, w 1344 przeniesiona do metropolii praskiej.
30 kwietnia 1344 odłączyła się diecezja litomyska. W tym samym dniu biskupstwo praskie zostało podniesione do godności archidiecezji. Sufraganami zostali biskupi Litomyśla i Ołomuńca. Arcybiskup był uprawniony do namaszczania i koronacji królów Czech.

### Schizma husytów

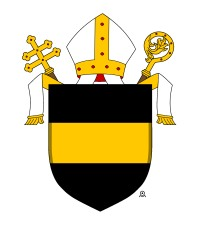
Herb archidiecezji

Rozprzestrzenienie husytów spowodowało kryzys w archidiecezji. Arcybiskup praski Konrád z Vechty w 1421 przeszedł na husytyzm. W kwietniu 1421 przyjął Cztery artykuły praskie czym zraził do siebie kapitułę katedry praskiej. Wypowiedziała mu ona posłuszeństwo i zdjęła z urzędu. Powołano praskiego administratora diecezjalnego, którym został biskup ołomuniecki, Jan Železný. Arcybiskup nie podporządkował się jednak decyzji o sekularyzacji i zaczął wyświęcać utrakwistycznych księży, co zakończyło się jego ekskomuniką w 1426.
Po schizmie Konráda z Vechty arcybiskupstwo praskie w latach 1421–1561 pozostawało formalnie nie obsadzone. Rolę naczelnego organu sądowo-administracyjnego dla Kościoła rzymskokatolickiego w Czechach na ten czas pełniła kapituła katedry praskiej.
W 1474 diecezja Litomyśl została zlikwidowana, a jej terytorium powróciło do archidiecezji praskiej.

### Rozwój Kościoła w Czechach
W 1627 arcybiskupom praskim przyznano szerokie uprawnienia kościelne i tytuł prymasa.
3 lipca 1655 na terytorium biskupstwa powstała diecezja litomierzycka, a 10 listopada 1664 diecezja hradecka.
W 1729 w Pradze odbyły się wielkie uroczystości kanonizacyjne Jana Nepomucena, patrona Czech.
20 września 1785 odłączyła się część arcybiskupstwa, na której powstała diecezja czeskobudziejowicka.

### Czasy współczesne
4 listopada 1946 arcybiskupem mianowany został Josef Beran. Odmówił on poddania Kościoła komunistycznej władzy oraz ekskomunikował ks. Josefa Plojhara, który zdradził Kościół zostając jedną ważniejszych osób w aparacie partyjnym. Mimo licznych nacisków władz arcybiskup nie odwołał ekskomuniki. W 1949 abp Beran ponownie został uwięziony (był więziony w czasie wojny przez gestapo), tym razem przez władze komunistyczne; do 1963 był przetrzymywany w więzieniach w Mukarovie (koło Pragi) i Radvanovie. Lata 1963–1965 spędził na wolności, ale uniemożliwiono mu wykonywanie obowiązków biskupich. W lutym 1965 zezwolono mu na wyjazd do Rzymu po odbiór nominacji kardynalskiej, lecz nie pozwolono mu powrócić do kraju. Resztę życia spędził w Rzymie, gdzie zmarł.
Kolejny arcybiskup, mianowany 30 grudnia 1977, František Tomášek również okazał się nieugięty wobec władzy komunistycznej. Popadł w konflikty z władzami walcząc przeciwko komunistycznej interwencji w życie Kościoła i obronie wolności wyznania. W 1978 wziął udział w konklawe, które wybrało nowego papieża Jana Pawła II. Był jednym z dwóch kardynałów (obok Stefana Wyszyńskiego), któremu Jan Paweł II nie zezwolił uklęknąć przez sobą podczas swojego ingresu. Poparł aksamitną rewolucję, choć wcześniej odmówił podpisania Karty 77. Przyczynił się do obalenia reżimu komunistycznego w Czechosłowacji. 26 marca 1991 z racji wieku złożył dymisję. Miał wtedy 92 lata i był najstarszym urzędującym biskupem.

## Biskupi i arcybiskupi prascy

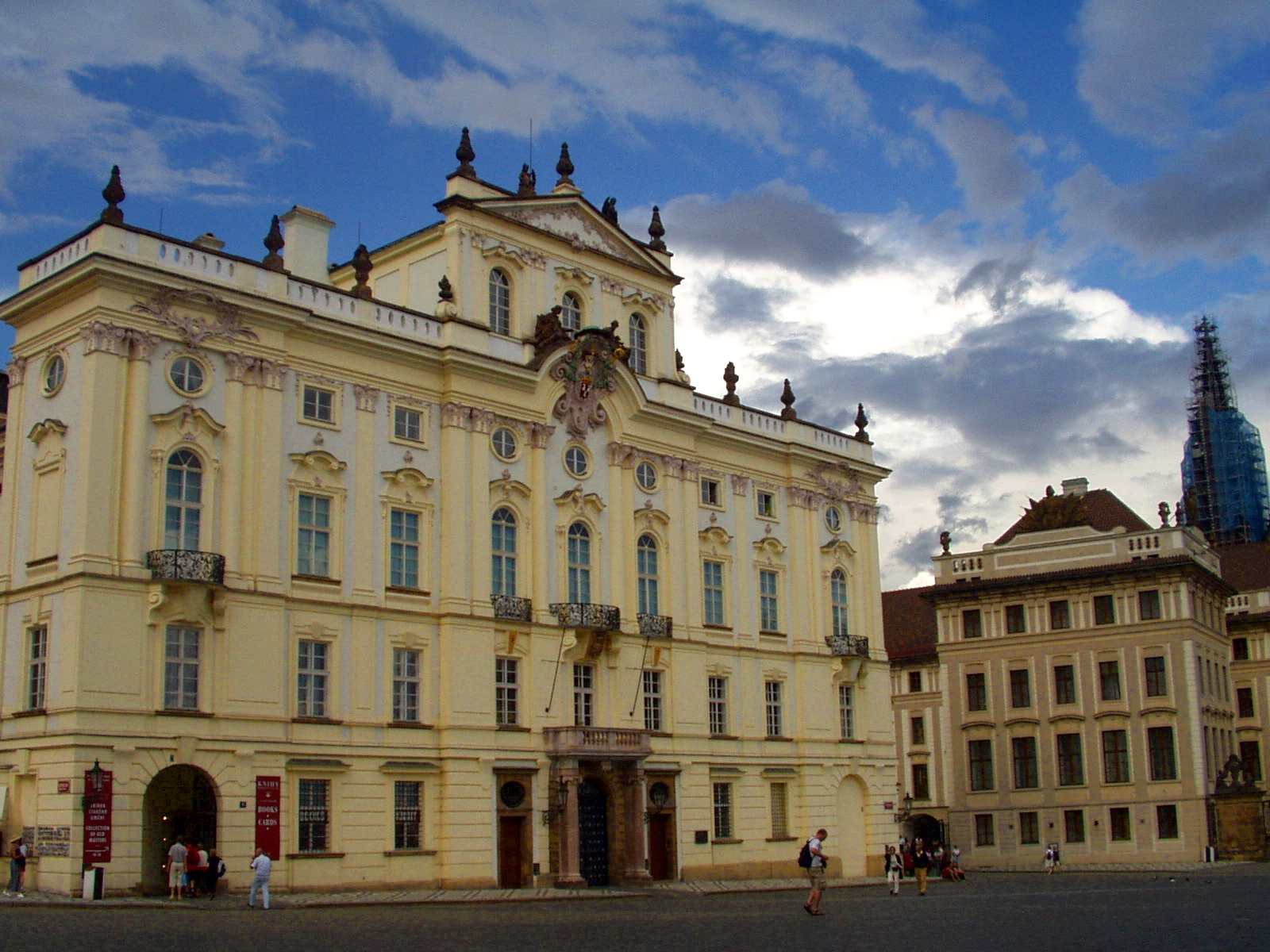
Pałac arcybiskupów praskich

- Biskup ordynariusz: Arcybiskup Jan Graubner
- Biskup pomocniczy: Bp Václav Malý
- Biskup pomocniczy: Zdenek Wasserbauer
- Biskup senior: Kardynał Dominik Duka, OP, Bp Karel Herbst, SDB

## Podział administracyjny
W skład archidiecezji wchodzi obecnie 14 dekanatów, które dzielą się na 247 parafii:

## Patroni
- św. Wacław (ok. 907-929/935) – książę Czech w latach 921–929/935
- św. Wojciech (ok. 956-997) – czeski duchowny katolicki, biskup Pragi, misjonarz, męczennik,
- św. Jan Nepomucen (1350-1393) – spowiednik Zofii, żony króla czeskiego Wacława IV Luksemburskiego

## Główne świątynie[4]

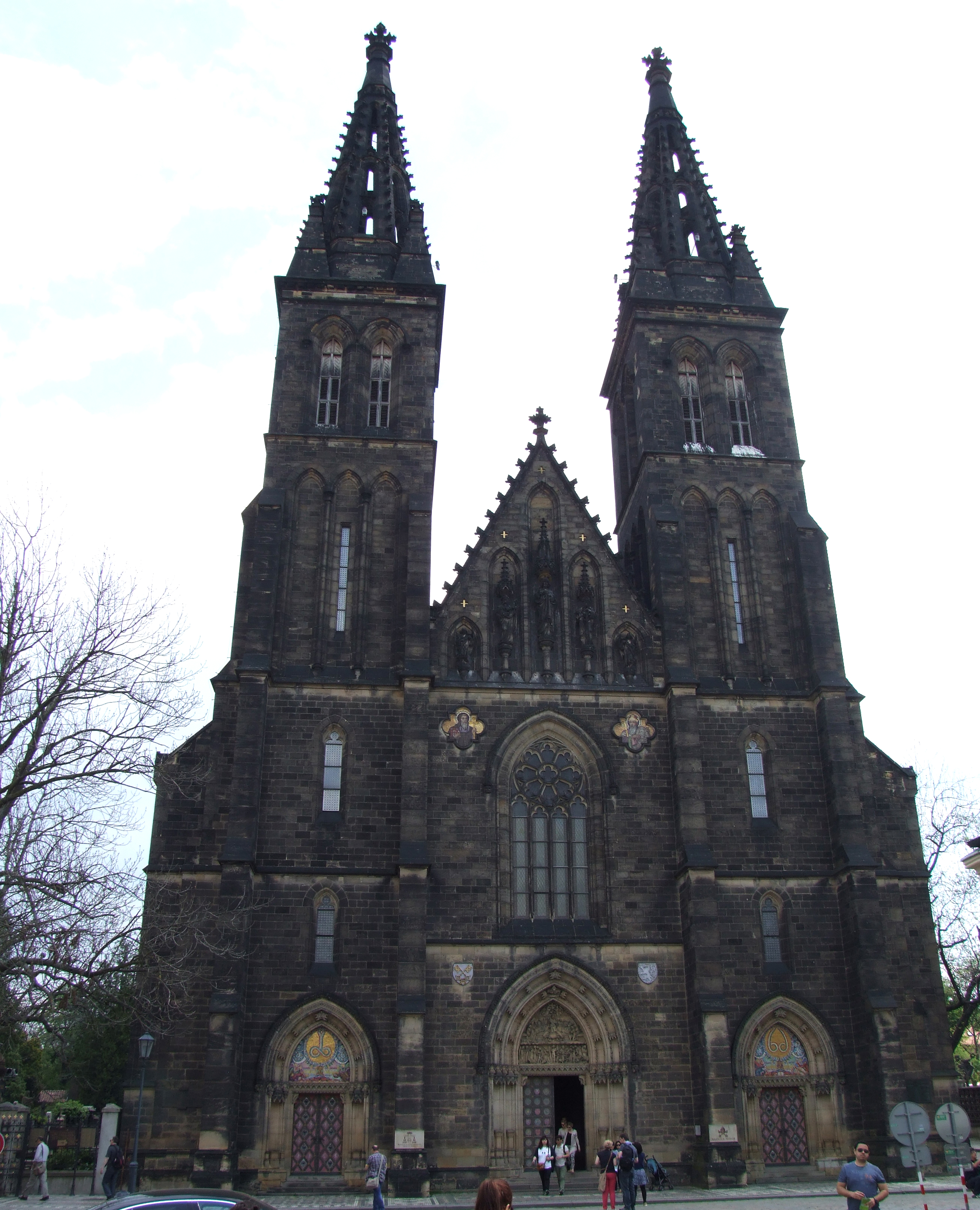
Bazylika św. Piotra i Pawła na Wyszehradzie

- Archikatedra św. Wita i św. Wacława w Pradze
- Katedra św. Krzyża w Litomyśli
- Bazylika Najświętszej Maryi Panny w Pradze
- Bazylika Najświętszej Maryi Panny w Przybrami
- Bazylika św. Jakuba w Pradze
- Bazylika św. Małgorzaty w Pradze
- Bazylika św. Piotra i św. Pawła w Pradze